# ドナルド・ジョハノス
ドナルド・ジョージ・ジョハノス（Donald George Johanos, 1928年2月10日 - 2007年5月29日）は、アメリカ合衆国の指揮者。ダラス交響楽団とホノルル交響楽団で音楽監督を務め、現代音楽の普及に努めた。ドナルド・ヨハノスと表記されることもある。

## 略歴
アイオワ州シーダーラピッズに生まれる。イーストマン音楽学校でヴァイオリン、音楽理論、指揮法を修めた後、ロチェスター・フィルハーモニー管弦楽団にヴァイオリン奏者として5年間在籍しながら、同楽団の音楽監督エーリヒ・ラインスドルフの下で指揮を学んだ。
1962年、ゲオルク・ショルティの後任としてダラス交響楽団の音楽監督に就任し、楽団初のアフリカ系アメリカ人指揮者としてポール・フリーマンを指揮者陣に迎えるなど才能の発掘に努めたが、こうした方策は理事会や団員の反発を招くことになった。1970年に音楽監督を辞任し、同年よりピッツバーグ交響楽団の准指揮者を務めた。
1979年にホノルル交響楽団（現・ハワイ交響楽団）の音楽監督に就任。理事会との軋轢に苦しみながらも現代音楽の擁護に心血を注ぎ、1991年にASCAPより「現代音楽の冒険的プログラム (adventuresome programming of contemporary music) 」賞を授与されている。1994年に、15年に亘って務めた音楽監督を勇退した。
1997年に引退してフロリダ州ネイプルズに移り、2007年に79歳で没した。